# Піта рудоголова
Піта рудоголова (Hydrornis schneideri) — вид горобцеподібних птахів родини пітових (Pittidae).

## Поширення
Вид є ендеміком острова Суматра в Індонезії. Його природними місцями проживання є субтропічні та тропічні вологі рівнинні та гірські ліси. Вид не був відомим у природі з 1918 року, поки його не виявили вдруге у 1988 році.